# Peñaflor de Hornija
Peñaflor de Hornija – gmina w Hiszpanii, w prowincji Valladolid, w Kastylii i León, o powierzchni 66,21 km². W 2011 roku gmina liczyła 343 mieszkańców.